# Platyoides grandidieri
Platyoides grandidieri là một loài nhện trong họ Trochanteriidae. Loài này phân bố ở Kenya, Madagaskar, Aldabra en Réunion.